# Коморбидност
Коморбидност в медицината е едновременното присъствие, наличие на едно или повече заболявания или разстройства, в допълнение към основното заболяване /разстройство, или ефектът от такива допълнителни заболявания или разстройства.

## В психологията и психиатрията
Коморбидност е термин в психологията, който се отнася до диагностицирането на две или повече психични разстройства при едно и също лице. Коморбидност е едновременното съществуване на две и повече страдания у един и същ пациент. Пример за това е честата коморбидност между депресия и тревожни разстройства.